# Tshimen Bwanga
Tshimen Bwanga (Lubumbashi, 4 de janeiro de 1949) é um ex-futebolista do Zaire (atual República Democrática do Congo) que foi peça importante no inico dos anos 1970.
Bwanga conseguiu classificar a seleção para Copa do Mundo FIFA de 1974 e um ano antes foi eleito o Futebolista Africano do Ano pela revista France Football  quando jogava pelo TP Mazembe, sendo o único futebolista nascido no Zaire a ter ganho o prêmio até hoje.